# Liste der Monuments historiques in Boussy-Saint-Antoine
Die Liste der Monuments historiques in Boussy-Saint-Antoine führt die Monuments historiques in der französischen Gemeinde Boussy-Saint-Antoine auf.

## Liste der Bauwerke
| Bezeichnung              | Beschreibung | Standort | Kennzeichnung | Schutzstatus | Datum | Bild |
| ------------------------ | ------------ | -------- | ------------- | ------------ | ----- | ---- |
| Menhir de Pierre-Fritte  |              | (Lage)   | PA00087827    | Classé       | 1921  |      |
| Pont de la Reine Blanche | Brücke       | (Lage)   | PA00087828    | Inscrit      | 1972  |      |

## Liste der Objekte

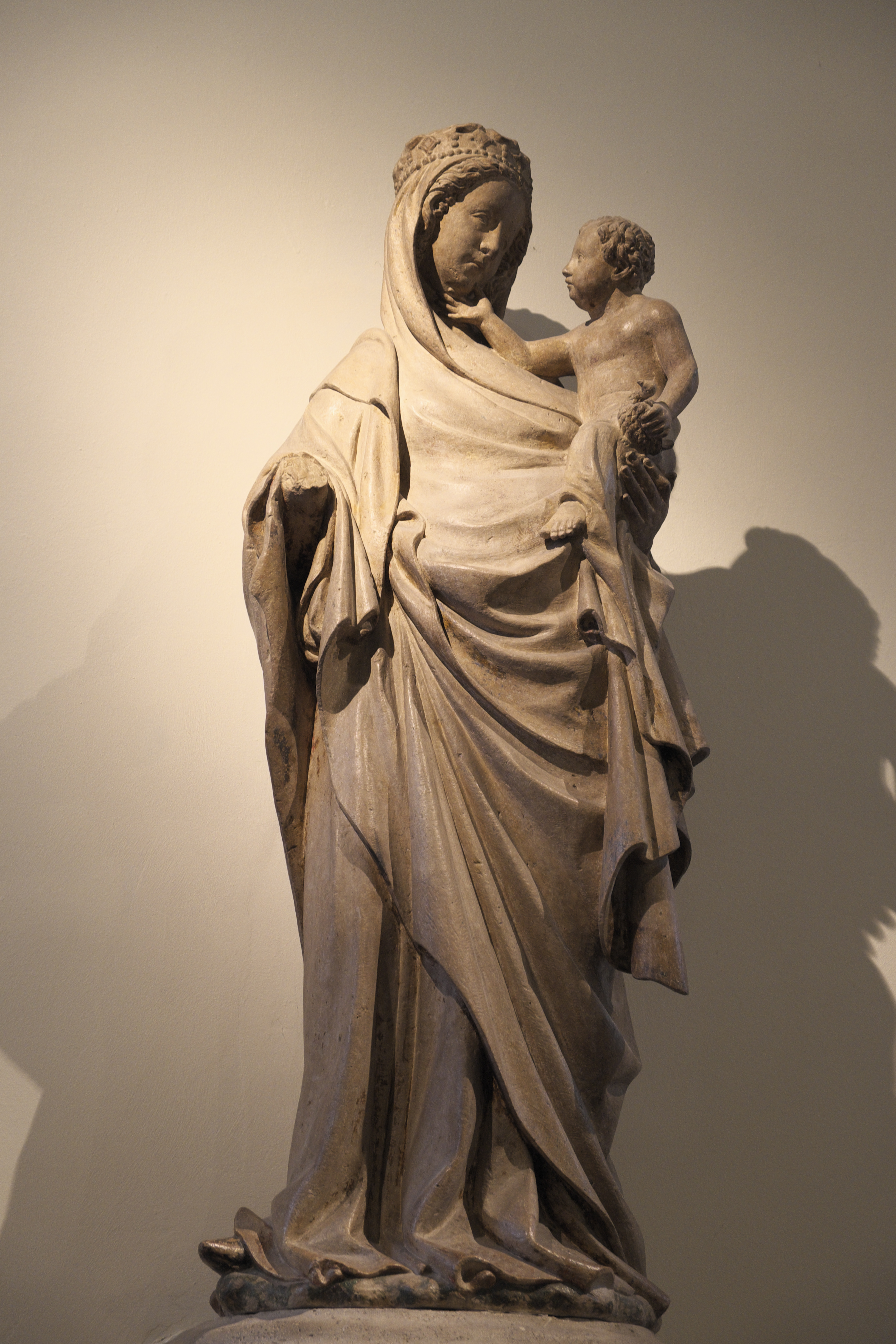
Skulptur Madonna mit Kind in der Kirche St-Pierre

- Monuments historiques (Objekte) in Boussy-Saint-Antoine der Base Palissy des französischen Kultusministeriums